# Wade Dooley
Pas d'image ? Cliquez ici

a Compétitions nationales et continentales officielles uniquement.

b Matchs officiels uniquement.
Wade Anthony Dooley, né le 2 octobre 1957 à Warrington (Angleterre), est un joueur de rugby à XV, qui a joué avec l'équipe d'Angleterre de 1985 à 1993 évoluant au poste de deuxième ligne.

## Carrière
Il débute tout jeune au rugby à XIII et ne rejoint le XV qu'à l'âge de 19 ans. Il évoluait pour le club du Preston Grasshoppers RFC, où lui prodiguait des conseils l'international anglais et entraîneur Dick Greenwood.
Il fait ses débuts internationaux le 5 janvier 1985, à l'occasion d'un match contre l'équipe de Roumanie. 
Wade Dooley participe au Tournoi des Cinq Nations de 1985 à 1993. Quand il arrive en sélection, l'Angleterre traverse l'une des pires périodes de son histoire : jeu inconsistant, résultats médiocres. Dooley va s'imposer comme un joueur de tempérament, bon en touche, mais surtout très rude dans les contacts. Il sera l'un des protagonistes de la fameuse « bataille de Cardiff » en 1987, un match du Tournoi particulièrement violent entre le pays de Galles et l'Angleterre, sportivement au plus bas. Peu à peu Dooley va devenir un « client » du circuit  international. Il dispute les trois test matchs de la tournée de l'Angleterre en Australie et aux Fidji.
Il forme à compter de 1989 une paire redoutable avec Paul Ackford, épine dorsale d'une machine à gagner mise en place autour de Will Carling.
Ainsi il participe à la tournée des Lions britanniques en 1989 en Australie, disputant deux tests.
Il réalise le Grand Chelem en 1991 et dispute la Coupe du monde 1991 (5 matchs). 
Il réalise à nouveau le Grand Chelem en 1992.
Il part disputer la tournée des Lions britanniques en 1993 en Nouvelle-Zélande mais il rentre au pays pour les funérailles de son père.
Il est remplacé par le jeune deuxième ligne de Leicester Martin Johnson et décide de quitter la scène internationale après avoir joué son dernier match international le 20 mars 1993 contre l'Irlande.

## Palmarès
- 55 sélections avec l'équipe d'Angleterre
- 12 points
- Sélections par année : 6 en 1985, 4 en 1986, 5 en 1987, 9 en 1988, 6 en 1989, 7 en 1990, 9 en 1991, 6 en 1992, 3 en 1993
- Tournois des Cinq Nations disputés : 1985, 1986, 1987, 1988, 1989, 1990, 1991, 1992, 1993.
- A remporté le Grand Chelem en 1991, 1992
- Finaliste de la Coupe du monde 1991.